# Kia Seltos
Kia Seltos — компактный кроссовер от компании Kia Motors. Производится с 2019 года.

## История
Модель была представлена как концепт-кар под названием SP Concept на выставке 2018 Auto Expo в феврале 2018 года. Концепт имел очень близкое сходство с нынешним серийным автомобилем.
Производство было запущено вначале в Южной Корее 18 июля 2019 года, в сентябре — в Китае, как второе поколение Kia KX3, в ноябре на Филиппинах и в январе 2020 года в Индонезии.
Также с лета 2019 года модель с таким названием выпускается в Индии, но индийский существенно отличается от вариантов для других стран (основана на старой базе на К1, колёсная база короче на 20 мм., общая длина короче на 60 мм., имеет отличия в дизайне решётки радиатора), и стала самым продаваемым кроссовером в стране, уже к октябрю было продано более 12 тыс. единиц. Из Индии модель поставляется в Южную Африку, Ближний Восток и другие рынки Южной Азии, а так же в Латинскую Америку.
Модель не продаётся в Евросоюзе , Швейцарии и Турции, чтобы не создавать конкуренцию выпускающимся там моделям Stonic и Xceed. С начала 2020 года модель продаётся в США и Мексике.

## В России
2 марта 2020 года начаты продажи модели в России. Модель собирается в России в Калининграде на заводе «Автотор» по «отвёрточному» методу SKD-4: из Кореи приходит окрашенный кузов и три тысячи комплектующих к нему. К лету 2020 года планируется монтаж конвейера и сборка по полному циклу.